# Raphaël Varane
Raphaël Varane (Lille, 25. travnja 1993.) bivši je francuski nogometaš koji je igrao na poziciji braniča. Otac mu je s Martinika, a majka Francuskinja.

## Klupska karijera
Karijeru je započeo u lokalnom klubu Hellemmesu u dobi od sedam godina. Poslije dvije godine u tom "omanjem" klubu, primjećuju ga skauti iz Lensa. Iako su zanimanje pokazali i drugi lokalni klubovi, među njima i prvoligaš Lille, 
odlazi u Lens. 

### Lens
Krajem listopada 2010. godine, Varane je pozvan da trenira s prvom momčadi. Na treningu dolazi do ozljede jednog od Lensovih braniča, a kao jedino rješenje nametnuo se mladi Varane. To je bila utakmica protiv Montpelliera u kojoj je Lens pobijedio 2:0. Varane je odigrao iznimnih 90 minuta te je izazvao euforiju u gradu, pa i šire. na veliko je hvaljen od trenera, predsjednika kluba, kapetana i ostalih suigrača. Mediji su ga proglasili jednim od uzdanica francuskog nogometa.
Varane je još par puta odigrao u prvom sastavu, a klub kako bi ga zadržao i pokušao odvratiti ostale klubove od njega, produžuje s njim ugovor na još četiri godine. Svoj prvi pogodak postigao je u remiju protiv Caena 8. svibnja. Ali Lens zbog svojih loših partija ispada u Drugu francusku ligu,

### Real Madrid
Varane je svojim odličnim igrama privukao mnoge velike klubove u Europi, ali je u njegovom dovođenju bio najuporniji veliki madridski gigant, Real. Potvrdu o njegovom prelasku potvrdio je Lensovim navijačima 22. lipnja 2011. predsjednik kluba, Gervais Martel. Varane je prije ove potvrde bio u Madridu na razgovoru kod svoga sunarodnjaka, Zidanea. Pet dana kasnije od Lillea transfer je potvrdio i Real. Varane je već u pripremama debitirao u utakmici protiv LA Galaxyja u pobjedi 4:1. U Primeri debitira protiv Santandera 21. rujna 2011.
Tri dana kasnije u utakmici protiv Rayo Vallecana Varane postiže svoj prvijenac za Real. S 18 godina i 152 dana postaje najmlađi strani strijelac za Real.

## Reprezentativna karijera
Varane je prošao sve kategorije Francuske, a u svome debiju za U-18 postiže pogodak protiv Danaca. Ubrzo dobiva poziv za do 21 reprezentaciju. Svoj jedini pogodak za mladu reprezentaciju dao u je u utakmici protiv Slovačke. 
Francuski nogometni izbornik objavio je u svibnju 2016. popis za nastup na Europskom prvenstvu u Francuskoj, s kojeg je izostavio Varanea zbog ozljede. Varane je se ozlijedio na treningu Real Madrida za finale Lige prvaka protiv Atlética, a s obzirom na to da mu je za oporavak trebalo oko tri tjedna, propustio je ne samo finale Lige prvaka, nego i Europsko prvenstvo.

## Vanjske poveznice
- Real Madrid official profile
- La Liga profile